# Blazing Angels: Squadrons of WWII
Blazing Angels:Squadrons of WWII es un videojuego de simulador de vuelo para las consolas Xbox 360, Xbox, PlayStation 3, Wii y PC. El juego fue desarrollado por Ubisoft Romania durante el segundo cuartel fiscal del 2006 para las regiones norteamericanas y europeas. Además el juego cuenta con 46 escenarios diferentes de la Segunda Guerra Mundial y permite al jugador participar en numerosos eventos famosos (18 misiones) de la guerra, en un escuadrón ficticio. También soporta a 16 jugadores en línea a tocar en head-to-head y jugar batallas cooperativas. El juego fue anunciado el 24 de marzo del 2006 en los Estados Unidos y el 31 de marzo del mismo año en Europa.
El 3 de agosto del 2006, Ubisoft anunció que el juego para la consola Wii también sería parte del lanzamiento. Sin embargo, se pospuso y no hizo el lanzamiento de Wii hasta el 20 de marzo del 2007. El 16 de agosto del 2006, Ubisoft anuncia que el juego será lanzado para PlayStation 3 y además como título de lanzamiento. En esta versión cuenta con nuevas misiones y soporta 16 jugadores en línea y soporte de las funciones de sensor de movimiento de los mandos de PS3.
La versión del Windows europeo es protegida por StarForce. Al igual en una publicación en el Windows americano que utiliza este mismo servidor.
La versión arcade de Blazing Angels:Squadrons of WWII está actualmente disponible en DisneyQuest, localizado en Disney Springs y en Walt Disney World Resort en Florida.

## Personajes
Los Ángeles del Escuadrón Dunkirk es el nombre del escuadrón del jugador en el videojuego. El jugador cuenta con tres compañeros, Tom "El Escudo", Joe "El Mago de la Mecánica" y Frank "El Cazador". El nombre del jugador no es revelado en el juego, pero algunos pilotos lo llaman "capitán". La campaña se inicia el 12 de abril de 1940 durante la Segunda Guerra Mundial. Durante el transcurso de las misiones se es parte de las batallas más importantes de la época como la Batalla de Inglaterra, la defensa de Guadalcanal o el desembarco en las playas de Normandia del Día D. La misión final del juego transcurre en 1945 en Berlín donde se lleva a cabo el último combate del escuadrón.

## Aeronaves
Blazing Angels contiene un total de 46 aeronaves de combate del período de la Segunda Guerra Mundial, cada uno tiene diferentes cualidades y armamentos. Cada categoría es dada en resultado en los distintos aspectos que incluyen potencia de fuego, velocidad y resistencia a daños. Los aviones no son los mismos en las versiones del juego en los diferentes sistemas. Por ejemplo, la versión del Xbox 360 de "Blazing Angels" cuenta con algunos aviones que la versión del Wii no tiene. La versión del Wii deja que pueda seleccionar el avión que se quiera, pero en la versión de la Xbox 360, no se tiene esa elección.

## Recepción
Blazing Angels: Squadrons of WWII recibió buenas reseñas de muchas críticas. El juego fue criticado por el gameplay repetitivo, controles difíciles de usar y gráficos simples, sin embargo el juego fue apreciado para la sensación 'épica' y 'realísta'. Game Informer le dio al juego un 7 de 10 al igual que Meristation. El Official Xbox Magazine un 7'5 sobre 10, mientras que GameSpot le dio un 6'5 sobre 10. 
Muchas críticas de aquí se corrigieron para la secuela, Blazing Angels 2:Secret Missions of WWII.

## Restricciones
En la versión del PC no es compatible en el uso de algunos laptop. Al momento de jugar puede que aparezca un gran círculo negro en medio de la pantalla.

## Secuela
- Blazing Angels 2:Secret Missions of WWII fue lanzado el año 2007 para las consolas Xbox 360 y PlayStation 3.

## Lista de aviones
- P-51 Mustang
- Hurricane Mk I
- Messerschmitt Bf 110 C
- Spitfire Mk I y Mk V
- Messerschmitt Bf 109 E
- Fairey Swordfish
- Supermarine Seafire

- Datos: Q2712639